# WebSite-PHP
WebSite-PHP est un framework sous Licence MIT écrit pour PHP 5.2 ou supérieur (compatible PHP 7). Il a la particularité d'être totalement orienté objet, et de ne pas nécessiter de connaissances particulières en HTML ou JavaScript. Une connaissance des mécanismes de la programmation orientée objet (POO) est cependant nécessaire. Le framework est compatible avec le système de gestion de base de données (SGBD) MySQL et MariaDB.

## Présentation
Présentation générale du serveur
Architecture MVC du Framework WebSite-PHP
Remarque : c'est le frameWork qui a une architecture MVC, pas le code. Le code écrit pour le Framework WebSite-PHP sera proche du DotNet, d'abord pour son développement 100 % objet et d'autre part par son aspect évènementiel. Votre page sera construite par les différents objets WSP que vous aurez utilisé.

## Fonctionnalités
WebSite-PHP est un framework moderne qui intègre de nombreuses fonctionnalités tel que l'Ajax (utilisation simplifiée), une solution multi-langue, la gestion des droits utilisateurs, la mise en cache des pages, l'URL rewriting, création de web service et le chiffrage RSA. Mais également tout une série d'objet de base avec de nombreuses propriétés qui permettent de designer facilement sa page web (button, text box, combo box, map, etc.).